# Damir Jamadiev
Damir Jamadiev (en ruso: Дамир Дарвисович Хамадиев; Sverdlovsk, URSS, 30 de julio de 1981) es un futbolista ruso, jugador de fútbol sala. Juega como universal en el Dina Moscú, y en la Selección Rusa de fútbol sala. Ha llegado a ser famoso por jugar en el Sinara Ekaterimburgo durante muchos años.

## Biografía
Su primer éxito serio de nivel de adulto tuvo lugar en 2001. Jamadiev, siendo un miembro del Finpromko-Alfa Ekaterimburgo, ganó la Copa de Rusia de fútbol sala. En 2002 Damir se trasladó a otro club de Ekaterimburgo, VIZ-Sinara. Continuó progresando. Le llamaron a la Selección, en la cual ganó las medallas del Campeonato europeo de fútbol sala en 2005 y 2007. En 2007 Jamadiev volvió a ganar la Copa de Rusia, y un año después ayudó a VIZ-Sinara en su primer éxito de nivel europeo. Ganó la Copa de la UEFA de fútbol sala. Jugando los años siguientes en el VIZ-Sinara,  Damir ganó el título de Campeón nacional doc veces. En verano de 2011 Jamadiev se trasladó al Dina Moscú.

## Clubes
| Club           | País  | Año       |
| -------------- | ----- | --------- |
| Finpromko-Alfa | Rusia | 1998-2002 |
| Sinara         | Rusia | 2002-2011 |
| Dina Moscú     | Rusia | 2011-     |

## Palmarés
•	Plata en el Campeonato europeo de fútbol sala 2005
•	Bronce en el Campeonato europeo de fútbol sala  2007
•	Semifinalista del Campeonato mundial de fútbol sala (2): 2002, 2006
•	Ganador del Campeonato mundial estudiantil de fútbol sala (2): 2002, 2006
•	Copa de la UEFA de fútbol sala 2007/08
•	Campeón de Rusia de fútbol sala (3): 2009, 2010, 2014
•	Copa de Rusia de fútbol sala 2001, 2007